# Ágios Geórgios Lichádos
Ágios Geórgios Lichádos (Agios Georgios Lichados) är en ort i Grekland.   Den ligger i prefekturen Nomós Evvoías och regionen Grekiska fastlandet, i den centrala delen av landet, 120 km nordväst om huvudstaden Aten. Ágios Geórgios Lichádos ligger 1 meter över havet och antalet invånare är 868. Den ligger på ön Euboia.
Terrängen runt Ágios Geórgios Lichádos är huvudsakligen kuperad, men västerut är den platt. Havet är nära Ágios Geórgios Lichádos åt sydväst. Runt Ágios Geórgios Lichádos är det ganska glesbefolkat, med 50 invånare per kvadratkilometer. Närmaste större samhälle är Kaména Voúrla, 10,6 km sydväst om Ágios Geórgios Lichádos. 